# Hypnum latebricola
Hypnum latebricola là một loài Rêu trong họ Hypnaceae. Loài này được (Schimp.) Hobk. mô tả khoa học đầu tiên năm 1873.